# Pseudocuma ciliatum
Pseudocuma ciliatum är en kräftdjursart som beskrevs av Sars 1879. Pseudocuma ciliatum ingår i släktet Pseudocuma och familjen Pseudocumatidae. Inga underarter finns listade i Catalogue of Life.